# 大同节度使
大同節度使，是唐朝在云州地区设置的節度使。843年设立大同都团练使，下辖云州、朔州、蔚州。844年为大同防御使，859年为大同节度使，859年为大同防御使，869年为大同节度使，872年为大同防御使，878年为大同节度使。880年，一度设立蔚朔节度使，882年，为雁门节度使，改驻代州，下辖云州、朔州、蔚州、忻州。领左神策军，天宁镇遏观察使。883年，改为代北节度使。885年改为云中节度使。890年，改为云州防御使。938年，后晋高祖石敬瑭割让燕云十六州予契丹，契丹将云州改置为大同軍节度使，辽兴宗时改置西京大同府，置西京留守，取消“大同軍”军号。

## 历代節度使

### 唐朝
- 卢简方（864年）
- 李国昌（869年）
- 李国昌（872年，称病未任）
- 支谟（876年）
- 段文楚（876年—878年）
- 李国昌（878年，不奉诏）
- 卢简方（878年）
- 李琢（878年- 880年，蔚朔）
- 赫连铎（880年－891年）
- 石善友（891年）
- 薛志勤（891年—894年）
- 李克宁（894年）

#### 治代州的代北节度使
- 李克用（881—883年）
- 李国昌（883—887年）

### 后唐
- 贺德伦（915年）
- 李存璋（916－922年）
- 安元信（924－925年）
- 高行珪（926－927年）
- 张敬询（927－929年）
- 杨汉章（929－930年）
- 张敬达（930－933年）
- 张温（933－935年）
- 安重霸（935年）
- 沙彦珣（935－936年）

### 辽朝大同军节度使
- 耶律孔阿（938年？—944年）
- 崔廷勋（944年—947年）
- 许从赟（947年—？）
- 高勋（956年）？
- 耶律阿剌（959年）
- 赵延靖（辽穆宗时）
- 耶律观音（保宁年间）
- 耶律善补（979年—？）
- 刘延构（？—985年）

- 耶律化哥（985年—986年）
- 刘景（986年—988年）
- 耶律抹只（988年—？）
- 李翊（1000年—？）
- 韩德凝（1010年）
- 耶律观音（1012年）
- 邢抱质（1012年—1014年）
- 耶律化哥（1014年—？）
- 张俭（1025年—1026年）
- 张筠（1037年）